# جون بيل (لاعب كرة قدم)
جون بيل (بالإنجليزية: John Bell)‏ (29 أغسطس 1919 في المملكة المتحدة - 1 يناير 1994) هو لاعب كرة قدم بريطاني (وحمل سابقاً جنسية المملكة المتحدة لبريطانيا العظمى وأيرلندا) في مركز الدفاع. لعب مع نادي غيتزهد.

## وصلات خارجية
- جون بيل على موقع قاعدة بيانات كرة القدم.إي يو (الإنجليزية)